# Robbie Dunn
Robert „Robbie“ Dunn (* 6. Juli 1960, Paisley) ist ein in Schottland geborener ehemaliger australischer Fußballspieler und heutiger -trainer. Außerdem ist Dunn als Radiokommentator bei 6RPH Information Radio (Perth) tätig.

## Spielerkarriere
Robbie Dunn war als Spieler für zahlreiche australische Vereine tätig. Unter anderem spielte er mit Preston Makedonia in der National Soccer League. Im Jahr 1991 wechselte er nach Hongkong zum Rekordmeister South China AA, mit denen er sowohl die Hong Kong First Division League als auch sämtliche nationalen Pokalwettbewerbe gewann. Nach diesem erfolgreichen Jahr wechselte Dunn nach Malaysia zu Selangor FA, wo er ein halbes Jahr spielte. Bis zu seinem Karriereende 1996 war der Abwehrspieler wieder für verschiedene Vereine in seinem Heimatland Australien tätig.

## Nationalmannschaft
Zwischen 1985 und 1988 gehörte Robbie Dunn auch zum Aufgebot der australischen Fußballnationalmannschaft. Er gehörte unter anderem zum Kader bei den Olympischen Sommerspielen 1988, wo er mit seiner Mannschaft im Viertelfinale mit 0:3 gegen den späteren Turniersieger UdSSR ausschied.

## Trainerkarriere
Seine bisher einzige Trainerstation hatte Robbie Dunn von 2007 bis 2009 als Co-Trainer von David Mitchell beim australischen Erstligisten Perth Glory.

## Erfolge
- Hong Kong First Division League: 1991
- Hong Kong Senior Challenge Shield: 1991
- Hong Kong Viceroy Cup: 1991
- Hong Kong FA Cup: 1991